# 가톨릭상지대학교
가톨릭상지대학교(가톨릭上智大學校, Catolic Sangji University)는 대한민국 경상북도 안동시에 위치한 대한민국의 사립 전문대학이다.

## 연혁
로마 가톨릭교회 수녀인 셀린, 안젤린, 아네스 3인에 의하여 5년 학제의 상지여자실업고등전문학교가  1969년 12월 설립되었다. 이듬해 3월 개교하였다. 4월, 2년 학제의 전문학교로 개편되며 상지여자전문학교로 교명을 변경한다. 5월, 여자학교에서 공학으로 변경하여 상지전문학교로 교명을 변경한다.
1979년 1월, 전문학교와 초급대학의 학제 개편에 따라 현재의 전문대학 체계로 개편하고, 상지실업전문대학으로 교명을 변경한다. 1989년 12월, 상지전문대학으로 교명을 변경한다. 1996년 10월, 가톨릭상지전문대학으로 교명을 변경한다. 1998년 5월 가톨릭상지대학으로 교명을 변경하고, 2011년 현재의 교명인 가톨릭상지대학교로 교명을 변경하여 현재에 이르고 있다.

## 교육 편제
가톨릭상지대학교는 전문대학 과정으로, 전문학사 학위를 수여하는 과정만 운영하고 있다. 교육복지학부, 경영학부, 간호보건학부, 철도항공학부, 신사업학부, 국제학부 등 6개 학부를 자체 편성하여 관련 학과를 개설하고 있다.

## 같이 보기
- 대한민국의 교육